# Ignace Legrand
Pour les articles homonymes, voir Warschawsky et Legrand.
Ignace Legrand (né Ferdinand Ignace Albert Warschawsky le 12 septembre 1884 à Nouméa en Nouvelle-Calédonie et mort le 10 décembre 1969 à Paris 10e) est un écrivain et traducteur français. Il est le fils de Sholom Alexandre Warschawsky et de Louise Cécile Rival.

## Biographie
Né à Nouméa où son père était fonctionnaire, Ignace Legrand poursuit ses études à Bordeaux, Genève, Chambéry, Lyon, Saint Nazaire puis à la Sorbonne à Paris. De 1907 à 1913, il vit à Genève avant d'être mobilisé et envoyé au front à Fort de Vaux où, en mars 1916, il en revient blessé. De 1918 à 1940, il vît à Paris avant de rejoindre Londres en juin 1940 qu'il quittera en 1948.
Ignace Legrand est le frère du peintre Édouard Leon Louis Warschawsky, le neveu de Marie Kann, l'amie de Maupassant (née Marie Warschawsky, belle-sœur de Albert Cahen, tante d’Ida Rubinstein).
Il se marie avec Marie Catherine Gourgaud du Taillis, petite-fille de Raphaël Cahen d'Anvers, et petite-nièce de Louis Cahen d'Anvers et d'Albert Cahen.
En 1934, son roman À sa lumière est en compétition pour le Prix Goncourt face au Capitaine Conan de Roger Vercel. Les éditions Émile-Paul, qui l'ont publié, mais sont en difficultés financières, ont conclu un accord avec Gallimard, qui représente le livre.

## Œuvres
- Le Disciple du feu, E. Fasquelle, 1923
- La Patrie intérieure, Librairie des Champs-Élysées, 1928 extraits
- Renaissance : René Invernesse, Émile-Paul Frères, 1931 extraits
- Renaissance : Raphaëla Emmanuelle, Émile-Paul Frères, 1932 extraits
- À sa lumière, Émile-Paul Frères (puis Gallimard), 1934 extraits
- Héry, Gallimard, 1936
- « Sandro », in Les Œuvres libres no 163, A. Fayard, 1935
- Virginia, Gallimard, 1937
- La Sortie du port, Gallimard, 1938 extraits
- Nos amis les Anglais, Londres, The Commodore press, 1944
- Le Train de l'ambassade, Londres, The Commodore press, 1944

### Éditions plus récentes
- À sa lumière, préface de Gilbert Sigaux, Lausanne, Éditions Rencontre, 1965

### Traductions
- Maurice Baring, L'Angoissant Souvenir, traduction de Comfortless Memory, Emile-Paul frères, 1934
- The Land Within, traduit en anglais par E. H. F. Mills, préface de Storm Jameson, Phoenix House, 1948
- The Embassy Train, traduit en anglais par E. H. F. Mills, The Continental publishers and distributors ltd., 1945

## Critique
« Mais nous pensons que, depuis Marcel Proust, la France n'avait pas eu un romancier d'un génie plus ample, plus fécond, plus riche, plus touffu que M. Ignace Legrand, qui vient de donner avec À sa lumière une œuvre vraiment magistrale, à la fois illuminée de sympathie humaine et tendue de réalisme implacable. »

— La Grande Revue, vol. 146, 1934, p. 334